# Rinnenhalter

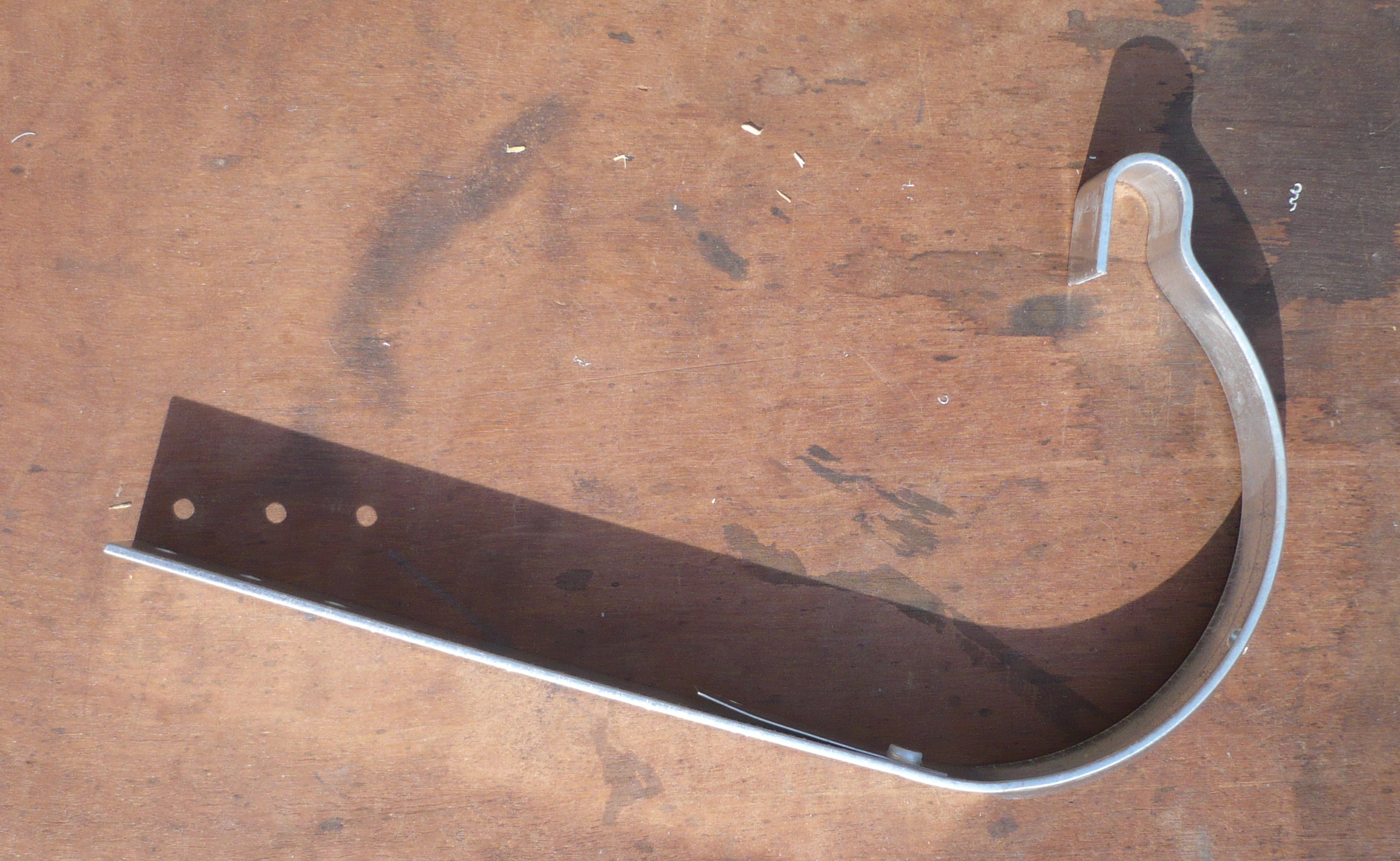
Rinnenhalter

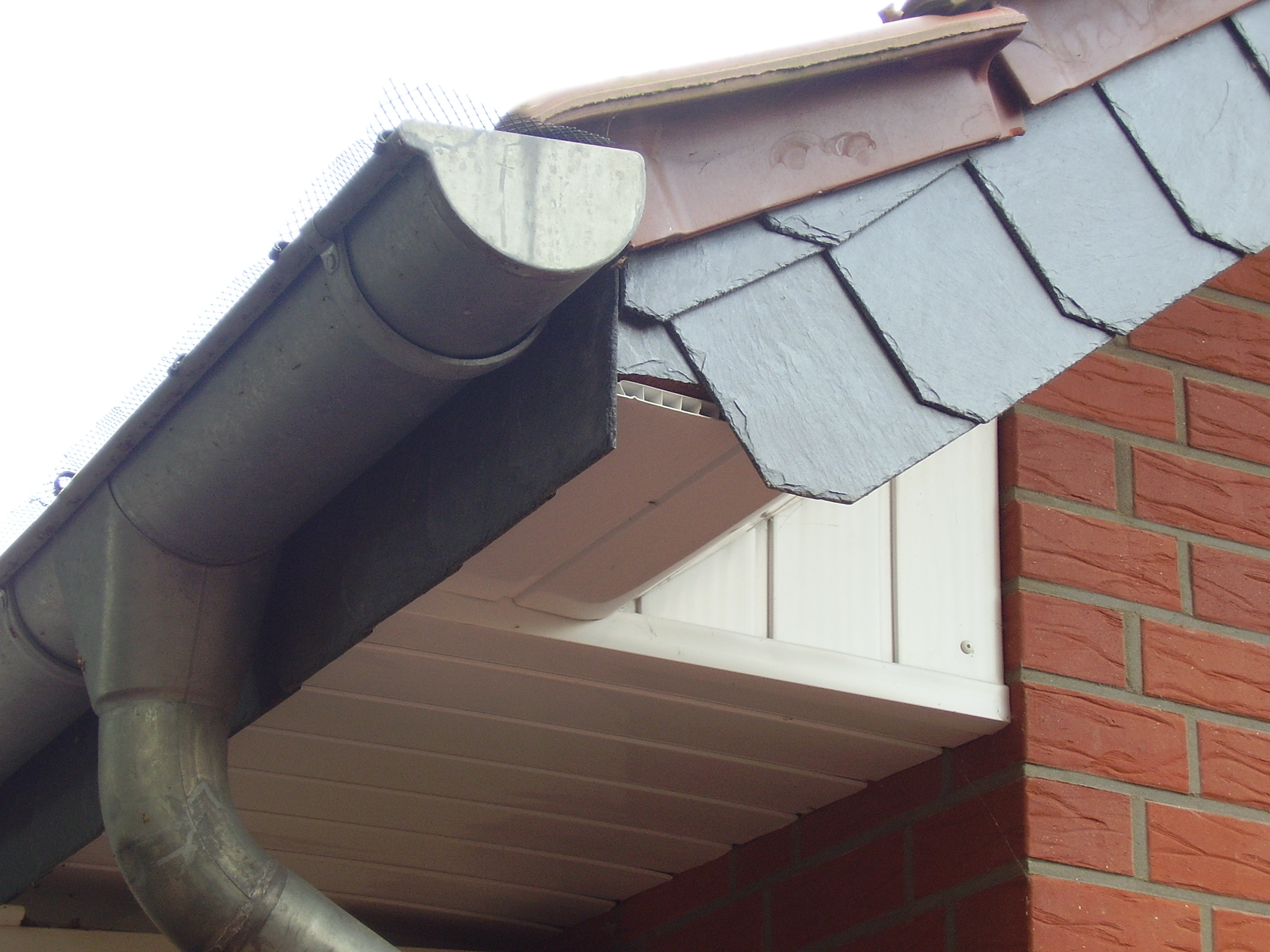
Dachrinne mit montierten Rinnenhalter

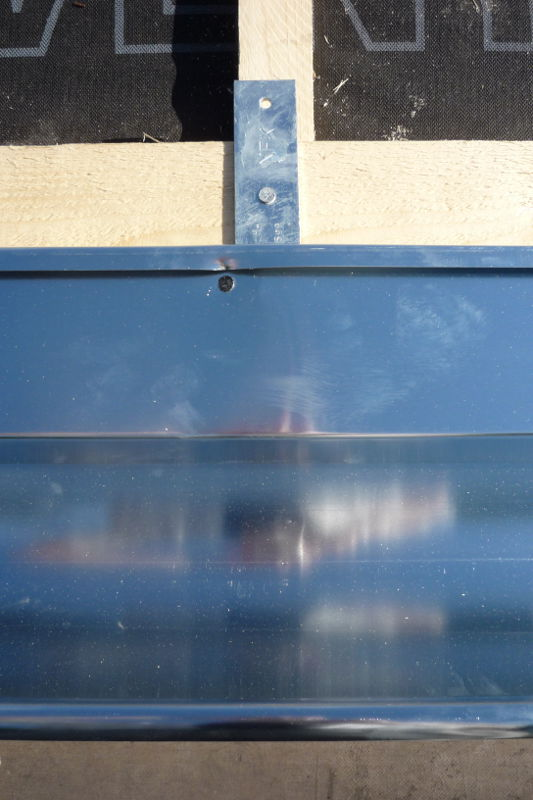
Montierte Dachrinne (Ansicht von der Oberseite); von oben nach unten: Rinnenhalter auf Traufbohle genagelt, Traufblech, Dachrinne

Rinnenhalter, auch als Rinneneisen oder -haken bezeichnet, sind gebogene Montageelemente zur Befestigung der Dachrinne.

## Ausführung
Die Rinneneisen werden auf der Traufbohle, dem Sparren oder an der Wand befestigt.
Die Halter müssen ausreichend dimensioniert werden, um die Belastung ohne Verformung aufnehmen zu können. Die DIN EN 1462 / DIN 612 gliedert die Rinnenhalter in vier Beanspruchungsreihen und leitet daraus die maximal zulässigen Abstände ab. Die Befestigung erfolgt auf Holz mit Rinneisennägeln.
Die Lage der Rinneneisen ist für das korrekte Gefälle der Rinne verantwortlich. Die Flucht wird bei der Montage durch Abschnüren gewährleistet, heute zunehmend auch durch Laserfluchtung.
Um flächenbündig abzuschließen und eine ebensolche Auflage der Dacheindeckung zu ermöglichen, werden die Rinneneisen bei traditioneller Ausführung abgesenkt. Dazu wird in die Traufbohle eine Nut gestemmt oder gefräst. Das vermeidet eine punktuell hochstehende Eindeckung und daraus resultierende Undichtigkeiten.
Die Montage der Dachrinne erfolgt in der Regel durch loses Einhängen. Die Lagesicherung der Rinnen wird mit Klammern oder Biegelaschen realisiert.
Neben der traditionellen Montage werden vermehrt herstellerspezifische Systemlösungen (z. B. Befestigungsschienen) eingesetzt, die den Montageaufwand minimieren.

## Normen
- DIN EN 612 Hängedachrinnen und Regenfallrohre aus Metallblech; Begriffe, Einteilung und Anforderungen
- DIN EN 1462 Rinnenhalter für Hängedachrinnen; Anforderungen und Prüfung
- „Richtlinien für die Ausführung von Metall-Dächern – Außenwandbekleidungen und Bauklempner-Arbeiten – Fachregeln des Klempner-Handwerks“ vom Zentralverband Sanitär Heizung Klima.